# Radomsko (gemeente)
De gemeente Radomsko is een stad- en landgemeente in het Poolse woiwodschap Łódź, in powiat Radomszczański.
De zetel van de gemeente is in Radomsko.
Op 30 juni 2004 telde de gemeente 5618 inwoners.

## Oppervlakte gegevens
In 2002 bedroeg de totale oppervlakte van gemeente Radomsko 85,34 km², waarvan:
- agrarisch gebied: 52%
- bossen: 43%

De gemeente beslaat 5,91% van de totale oppervlakte van de powiat.

## Demografie
Stand op 30 juni 2004:
| Omschrijving                   | Totaal | Totaal | Vrouwen | Vrouwen | Mannen | Mannen |
| ------------------------------ | ------ | ------ | ------- | ------- | ------ | ------ |
| eenheid                        | aantal | %      | aantal  | %       | aantal | %      |
| inwoners                       | 5618   | 100    | 2845    | 50,6    | 2773   | 49,4   |
| bevolkingsdichtheid (inw./km²) | 65,8   | 65,8   | 33,3    | 33,3    | 32,5   | 32,5   |

In 2002 bedroeg het gemiddelde inkomen per inwoner 1107,5 zł.

## Administratieve plaatsen (sołectwo)
Bobry, Dąbrówka, Dziepółć, Kietlin, Okrajszów, Płoszów, Strzałków, Szczepocice Rządowe.
Zonder de status sołectwo : Cerkawizna, Klekowiec,Grzebień

## Aangrenzende gemeenten
Dobryszyce, Gidle, Gomunice, Kobiele Wielkie, Kodrąb, Kruszyna, Ładzice, Radomsko